# Volok

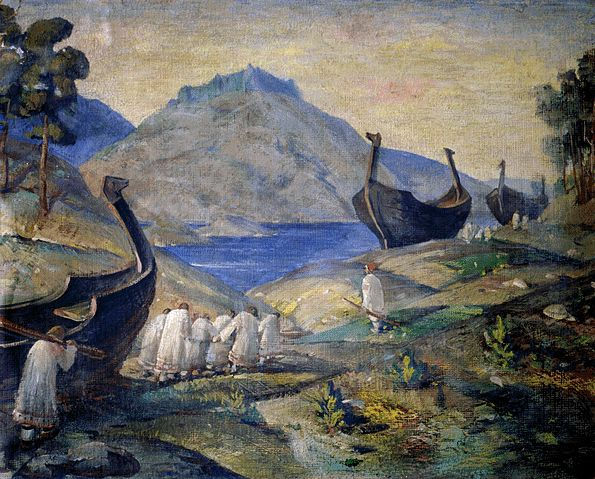
N. K. Rerich: Překonávání voloku

Volok či lodní převlaka je cesta přes rozvodí říčních systémů, vybudovaná pro transport lodí po souši z jednoho povodí do druhého. Výraz pochází z ruského волок, jehož základem je slovo валять – válet. Princip pohybu lodě po souši při změně povodí byl pohyb po valících se kládách.

## Výskyt pojmu v českém jazykovém prostředí
V českých zemích se přeprava zboží z jednoho říčního systému do druhého uskutečňovala pomocí převezení nákladu z plavidel jedné řeky do jiných plavidel druhé řeky. Technika převlečení celých lodí nebyla ani mezi povodím Labe a Odry, ani mezi povodím Labe a Dunaje používána. Neexistující činnost si proto nevyžadovala samostatného slovního výrazu. Pro svou ideální hláskovou posloupnost je slovo volok vhodné pro slovní křížení a ve větší míře se proto vyskytuje pouze v křížovkách a v křížovkářských slovnících jako „převlaka na pět“. Je vysoká pravděpodobnost, že luštitel je i po zdolání slovního úskalí s významovým naplněním slovního výrazu i nadále málo seznámen.
Pro svůj mimořádný význam v ruských dějinách se slovo volok často vyskytuje v ruské literatuře. V českých překladech (Pohorecká, Mužík) je uváděno slovo volok bez překladu, často s vysvětlivkou. Ze slova volok vznikl i název historické části Ruska - Zavoločí, tedy země za voloky.

## Historie

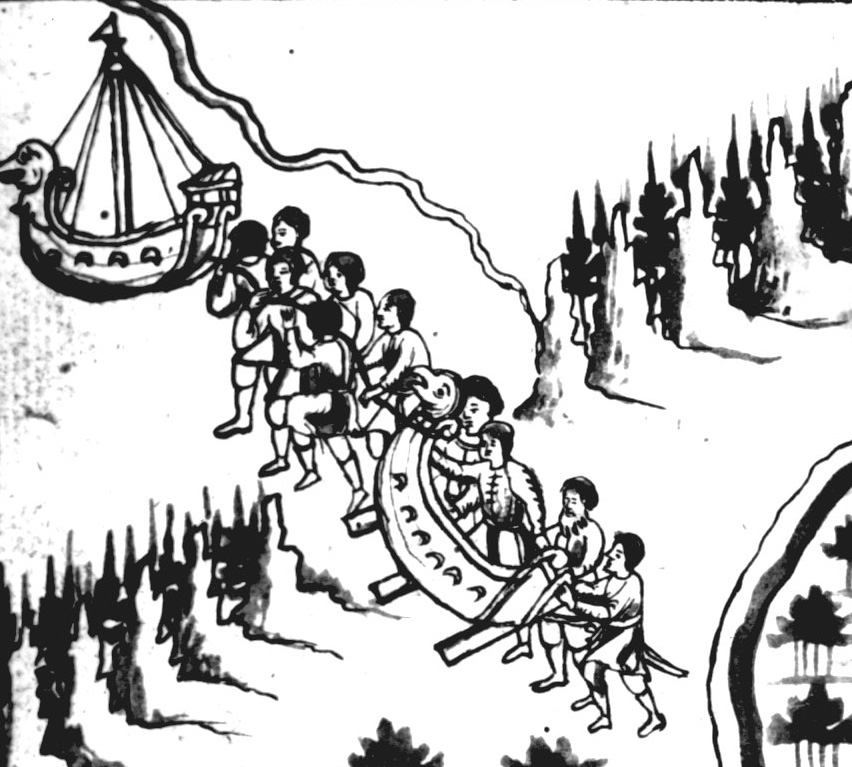
Lodní překonání Uralu v 16. století družinou kozáka Jermaka Timofejeviče

Transport lodí po valících se kládách byl v období raného středověku v omezené míře používán v Německu a Holandsku, kde byl začátkem druhého tisíciletí nahrazen budováním zdymadel. Mimořádný význam měl však již od dob starověku v severovýchodní Evropě, kde umožňoval výměnu zboží mezi severní Evropou a Persií pomocí Volžské obchodní cesty a mezi severní Evropou a Velkým Řeckem využitím řeky Dněpr. Na starověké tradice navázali ve středověku Rusové, kteří vybudovali systémy dopravy mezi Kaspickým jezerem, Baltským a Bílým mořem. V 15. a 16. století kontrolovalo baltský prostor švédské loďstvo a tak spojení mezi ruskými obchodními centry (Moskva, Veliký Novgorod, Jaroslavl) a Anglií zajišťoval přístav Archangelsk při spojení povodí Volhy a Severní Dviny. V 16. a 17. století existoval výnosný obchod s kožešinami, uskutečňovaný na tzv. Mangazejské, též Severní mořské cestě, která spojovala tradiční evropská ruská centra s bohatým obchodním městem Mangazeja, ležícím v povodí Obu, blízko voloku mezi Obem a Jenisejem. Pomocí voloků mezi řekami na Sibiři došlo k objevování nových území. V historii dobývání Sibiře hrály nejvýznamnější roli Čečujský volok mezi Nižnou Tunguzkou a Lenou, objevený výpravou Děmida Pjandy a Lenský volok mezi Angarou a Lenou, objevený Vasilijem Bugorem. Na vybudování vodní sibiřské cesty v 17. století měl vliv i volok mezi řekou Ket v povodí Obu a Jenisejem, nazývaný Ketský volok. Zde bylo na břehu Jeniseje vybudováno město Jenisejsk, nazývané pro svůj strategický význam otcem všech východosibiřských měst.  
Po vybudování Petrohradu a vzniku nového  hlavního města na břehu Baltu byly započaty práce na přeměně voloků mezi Volhou a Něvou v soustavu kanálů a zdymadel. V Ketském voloku byl postaven na přelomu 19. a 20. století průplav, jehož význam však zanikl pod vlivem železnice. Historickým Lenským volokem prochází trasa Bajkalsko-amurské magistrály. Ve 20. století se voloky mezi Volhou a Něvou a Volhou a Severní Dvinou staly základem pro vybudování největších umělých vodních cest na světě, Bělomořského kanálu a kanálů na Volžko baltské vodní cestě.

## Způsob transportu lodí
Ruská dětská říkanka z konce 17. století začíná veršem „Volok, sjem jolok“, což ve volném překladu znamená „Volok, sedm stromků“. Skutečně při transportu nejrozšířenější lodě na volocích, nazývaných „koč“, o výtlaku kolem 2 t se používal počet klád mezi šesti až deseti, podle povahy terénu. Charakteristickou vlastností tohoto plavidla bylo ploché široké dno, které jednak umožňovalo transport po souši, jednak odolalo tlaku ker tím způsobem, že bylo ledem vytlačeno na povrch, zatímco lodě standardní konstrukce byly ledy rozlámány. Velká plavidla byla na evropských volocích přetahována pomocí desítek klád, třiceti až padesáti lidí a mnoha párů koní. Jednalo se o úmornou dřinu s efektem mnohdy nedosahujícím sta metrů za den. V severních oblastech překonání voloku často spotřebovalo většinu času mezi táním ledů a opětovným zámrzem hladiny. Náročná práce byla často v neobydlených oblastech doprovázena nedostatkem potravin, jezero Jarroto, které bylo součástí Mangazejské obchodní cesty na poloostrově Jamal, se označuje v jazyce místních Něnců od 16. století jako Jezero mrtvých Rusů. Přesto existovalo pro překonání voloků vždy dost důvodů, a to v podobě zisku z obchodu nebo zisku nových území.